# Stephen George
Stephen 'Stevo' George es un músico y productor discográfico estadounidense, reconocido por ser uno de los miembros fundadores y baterista de la banda de metal industrial Ministry. George tocó con la banda en sus primeras grabaciones, incluyendo sus primeros sencillos para la discográfica Wax Trax! y su álbum debut, With Sympathy, publicado en 1983. Más tarde fue el baterista de la banda de pop Colortone. Desde entonces, George se convirtió en productor discográfico, trabajando con varios artistas de pop que han logrado discos de oro y de platino.